# Ciao amore, ciao
Ciao amore, ciao è una canzone scritta dal cantautore italiano Luigi Tenco ed interpretata (in versioni separate) dallo stesso Tenco e dalla cantante italo-francese Dalida al Festival di Sanremo del 1967.
Il brano fu pubblicato da Tenco nel 45 giri Ciao amore, ciao/E se ci diranno e da Dalida nel 45 giri Ciao amore, ciao/Il sole muore
La canzone è tristemente nota per essere indissolubilmente legata alla morte di Tenco, avvenuta a Sanremo il 27 gennaio 1967 dopo l'esclusione del brano stesso dalla finale del Festival.
Dalida, ritornata in Francia dopo la morte di Tenco nel febbraio 1967, vestita con il lungo abito nero che aveva portato a Sanremo, canta Ciao amore, ciao alla trasmissione televisiva Palmarès des Chansons in una versione tradotta in francese. Dopodiché prende una stanza nell'hotel dove soggiornava Tenco quando andava a Parigi ed ingerisce una massiccia dose di barbiturici, venendo salvata da una cameriera e risvegliandosi dal coma sei giorni dopo.

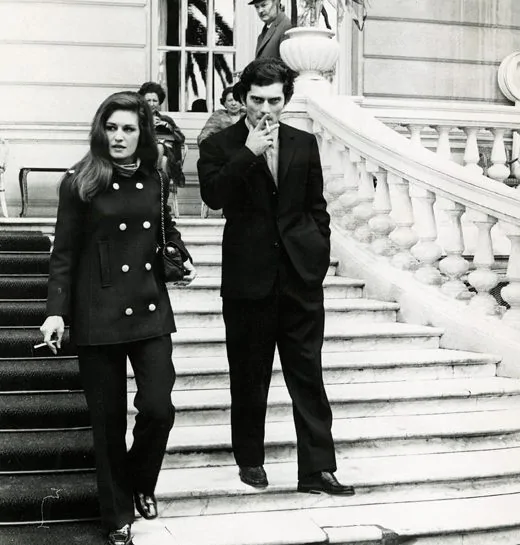
Dalida e Luigi Tenco nel 1967

## Storia

### Composizione
La stesura del testo di Ciao amore, ciao ebbe una genesi molto lunga. Prima di giungere alla versione definitiva, Tenco, infatti, ne elaborò almeno una decina, molte delle quali rimaste poi inedite.
Colto da dubbi e incertezze aveva chiesto a Mogol, col quale aveva collaborato per brani come Se stasera sono qui, di scrivere un testo ma Mogol gli confermò che le parole di Ciao amore, ciao erano perfette. 
La prima versione, o, quantomeno la prima di cui si abbia conoscenza, fu elaborata con Sergio Bardotti ed era una sorta di parafrasi di Rainy Day Women#12 & 35 di Bob Dylan: si trattava di un testo che invitava a liberarsi dei falsi valori. Questa versione, che iniziava con le parole "Il mondo gira", sarebbe in seguito stata incisa da Nicola Di Bari proprio con quel titolo.
La versione alternativa più famosa, precedente a quella definitiva, recava il titolo Li vidi tornare ed era costituita da un testo dal carattere antimilitarista. 
Il testo fu ritenuto troppo estremo dalla sua casa discografica che gli consigliò di cambiarlo. Tenco tuttavia ne registrò una versione definitiva, che rimase però inedita fino al 1972.
Li vidi tornare era costruita sull’identica struttura della versione poi presentata a Sanremo, tuttavia pare che Tenco non fosse molto soddisfatto della canzone e stava per cambiare brano quando Dalida lo convinse a presentarla. Appartenendo entrambi alla scuderia RCA, chiesero ed ottennero di portare il brano al festival. Il brano molto orecchiabile, con un ritornello facile da ricordare, fu egregiamente arrangiato da Gian Piero Reverberi, tenendo in conto le ultime tendenze della musica pop.

### Incisione
L'idea di incidere il brano assieme a Dalida nacque a Parigi dopo l'estate del 1966, poco dopo che i due cantanti si erano incontrati presso gli studi romani della RCA.
Pare che il brano non piacesse molto a Tenco e che lui fosse stato convinto a portarlo a Sanremo da Dalida.
Il brano si intitolava originariamente Ciao amore. Il titolo venne cambiato in Ciao amore, ciao a circa tre settimane dall'inizio del Festival di Sanremo per ragioni di carattere legale.

### Il brano al Festival di Sanremo 1967
Nell'immediata vigilia del Festival, Tenco sottopose Ciao amore, ciao al giudizio di alcuni suoi amici, ai quali promise anche una cena nel caso in cui il brano avesse avuto successo.
I giornalisti riportano che, durante le prove del brano, l'interpretazione di Dalida era migliore di quella di Tenco.
I due artisti presentarono il brano durante la prima serata del Festival il 26 gennaio 1967.
Poco prima di salire sul palco Tenco disse al conduttore Mike Bongiorno: «Questa è l'ultima volta», al che questi ribatté: «L'ultima volta che canti un brano fox»; in seguito Bongiorno raccontò di avere pensato che Tenco avesse deciso di interrompere lì la sua carriera artistica.
L'esibizione di Ciao amore, ciao da parte di Tenco fu condizionata dall'assunzione di un farmaco e di un alcolico (una grappa alle pere), tanto che lo stesso maestro Gian Piero Reverberi fece fatica a seguire il cantautore.
La stessa Dalida si lamentò dietro le quinte dell'esecuzione di Tenco («Così mi rovina la canzone!»).
Come risultato, il brano ottenne 38 preferenze su 900 classificandosi quintultimo (12ª su 16) ed eliminato salvo parere favorevole della commissione di ripescaggio, composta da Gianni Ravera, Ugo Zatterin, Lino Procacci, Lello Bersani e Gianni delli Ponti.
La commissione, alla fine, pare su pressione di Zatterin preferì La rivoluzione interpretata da Gianni Pettenati e Gene Pitney.
L'eliminazione del suo brano fu comunicata a Tenco mentre questi stava dormendo su un tavolo da biliardo: appena appresa la notizia Tenco se la prese con Marcello Minerbi dei Marcellos Ferial, imputandogli di essere stato colui che l'aveva introdotto nel mondo della musica.
Più misurata fu la reazione di Dalida, che invitò Tenco a un brindisi.
Poche ore dopo, la stessa Dalida trovò Tenco privo di vita nella sua stanza d'albergo, suicidatosi con un proiettile 7,65 sparato al capo dalla sua Walther PPK.
Di fianco al corpo fu trovato un biglietto firmato in cui Tenco si lamentò dell'eliminazione e spiegò, a quanto parrebbe, le ragioni del suicidio: «Faccio questo […] come atto di protesta contro un pubblico che manda Io, tu e le rose in finale e una commissione che seleziona La rivoluzione».

### Dopo Sanremo
L'emozione scaturita dalla tragica morte di Tenco portò all'esaurimento già alle ore 12:00 di lunedì 30 gennaio delle 80 000 copie del disco distribuite dalla RCA. Nella stessa giornata, alla casa discografica, che prima del Festival aveva previsto una vendita intorno alle 40 000 copie, arrivarono degli ordinativi che ammontavano ad altre 70 000 copie.
Un mese dopo il Festival, il disco di Tenco aveva raggiunto la cifra di 300 000 copie vendute.

## Testo e musica

### Testo
La canzone è in parte una canzone d'amore e in parte una canzone di critica verso la società moderna.
Il testo parla infatti di una persona che, stanca della vita di campagna e del lavoro nei campi (in cui – si dice – la sopravvivenza è esclusivamente legata alla variabilità delle condizioni atmosferiche), è decisa a partire per la città, per cercare nuove opportunità professionali ed inseguire nuovi sogni: per fare questo, però, deve lasciare la persona amata, che rimane nei luoghi d'origine. Nel “nuovo mondo”, però, la persona protagonista del brano sembra trovarsi un po' “spaesata”, tanto da aver voglia di tornare sui propri passi, anche se mancano i soldi.
Il disagio che avvolge il protagonista in questa sua nuova avventura è espresso, tra l'altro, in frasi molto significative come in un mondo di luci, sentirsi nessuno (seconda strofa del brano), frase questa che inoltre testimonia ancora una volta la celeberrima malinconia e il pessimismo caratteristico delle canzoni di Tenco.

### Musica
La tonalità originale del brano è sol maggiore.
Per quanto riguarda la melodia, il ritornello  è – confrontato ad altre canzoni di Tenco e con il tema del brano – insolitamente allegro, forse perché in questo ritornello, nel quale vengono ripetute le parole del titolo, ovvero viene fatto riferimento al saluto d'addio alla persona amata, è insito un grido di speranza in un futuro migliore (pur con un pizzico di malinconia dovuto all'abbandono).
Vi sono, infine, delle differenze tra la versione di Tenco e quella di Dalida: la prima inizia subito con la parte cantata, mentre la seconda con un preludio strumentale.

Luigi Tenco sul palco del Casinò di Sanremo durante l'esecuzione di Ciao amore, ciao il 26 gennaio 1967

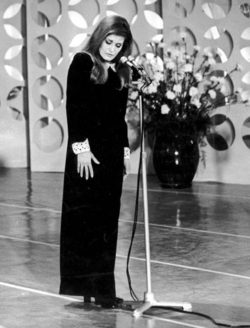
Dalida nel 1967 al Festival di Sanremo, durante l'esecuzione della sua versione di Ciao amore, ciao

## Aneddoti legati al brano
- In un vecchio servizio giornalistico, più volte trasmesso dalla RAI (specie in occasione di revival sul Festival di Sanremo), Dalida confessa, mentre guarda con gli occhi in lacrime un filmato in cui canta Ciao amore, ciao, di poter soltanto cantare la canzone ma di non poterla più ascoltare, visti i tristi ricordi ad essa legati («Je la chante, mais je ne peux pas l'écouter»).
- Dell'esibizione di Dalida e Tenco al Festival di Sanremo 1967 non vi sono più tracce negli archivi RAI: si trovano solo delle foto e una registrazione audio[3]. Esistono però, invece, alcune riprese di Dalida durante le prove di preparazione.

## Critica
- Sandro Ciotti:

(Sandro Ciotti, in: Walter Veltroni (a cura di), Il sogno degli anni Sessanta (1981))

## Cover
Tanti gli artisti, italiani e non, che hanno reso omaggio alla canzone di Luigi Tenco, tra cui:
- Nel 1967 Gabriella Marchi interpreta una cover inserita nella raccolta 14 canzoni di Sanremo '67 (Cetra, LPP. 84).
- Nel 1967 la cantante venezuelana Mirtha Perez incide la sua versione in spagnolo dal titolo Ciao amore per l'album Mas de Mirtha solita! (Velvet, LPV-1353).
- Nel 1988 Steven Brown incide la sua versione per l'album Brown Plays Tenco (Industrie Discografiche Lacerba, LACER 10).
- Dagli anni novanta, Giuni Russo ha realizzato una sua reinterpretazione dal vivo del brano, contenuta anche negli album Signorina Romeo Live (2002) e Morirò d'amore (2003).
- Nel 2001 Eugenio Finardi ne incide una versione nell'album La forza dell'amore 2 e Renato Sellani nell'album Per Luigi Tenco.
- Il 18 febbraio 2010 viene eseguito dal vivo da Edoardo Bennato nel corso della serata del Festival di Sanremo dedicata alle cover.
- Il 15 febbraio 2013 viene cantato dal vivo da Marco Mengoni nel corso della serata del Festival di Sanremo dedicata alle cover.
- Il 26 settembre 2014 viene pubblicato su YouTube nell'ambito del progetto Note on the Road[19] interpretato da vari artisti emergenti.
- Nel 2016 Franco Simone, nel suo album tributo Carissimo Luigi - Franco Simone canta Luigi Tenco inserisce una sua cover.
- Nel maggio 2021 Peter Hammill pubblica l'album In Translation, dove è inserita una cover di Ciao amore, ciao[20]

### La cover di Giusy Ferreri
Nel 2010 il brano è stato reinterpretato da Giusy Ferreri ed estratto come quarto e ultimo singolo dall'album di cover Fotografie del 2009.

### La cover di Bianca Atzei
Il 12 febbraio 2015 il brano viene interpretato da Bianca Atzei, con un nuovo arrangiamento composto da Alex Britti, nel corso della serata del Festival di Sanremo dedicata alle cover. Viene registrata e inserita nel suo album di debutto Bianco e nero e successivamente pubblicata come secondo singolo da esso estratto.

## Il brano nella cultura di massa

### Cinema
- Il brano, nella versione di Dalida, è stato inserito nel film del 1998, diretto da James Ivory, La figlia di un soldato non piange mai (A Soldier's Daughter Never Cries)[21][22]